# José Miguel Agrelot
Giuseppe Michel Agrelot (21 avril 1927 - San Juan, 28 janvier 2004) était un comédien populaire à la télévision de Porto Rico. 